# لقلقي ساحلي
لقلقي ساحلي (الاسم العلمي: Pelargonium littorale) هو نوع من النباتات يتبع جنس اللقلقي من الفصيلة الغرنوقية.